# Nikhef

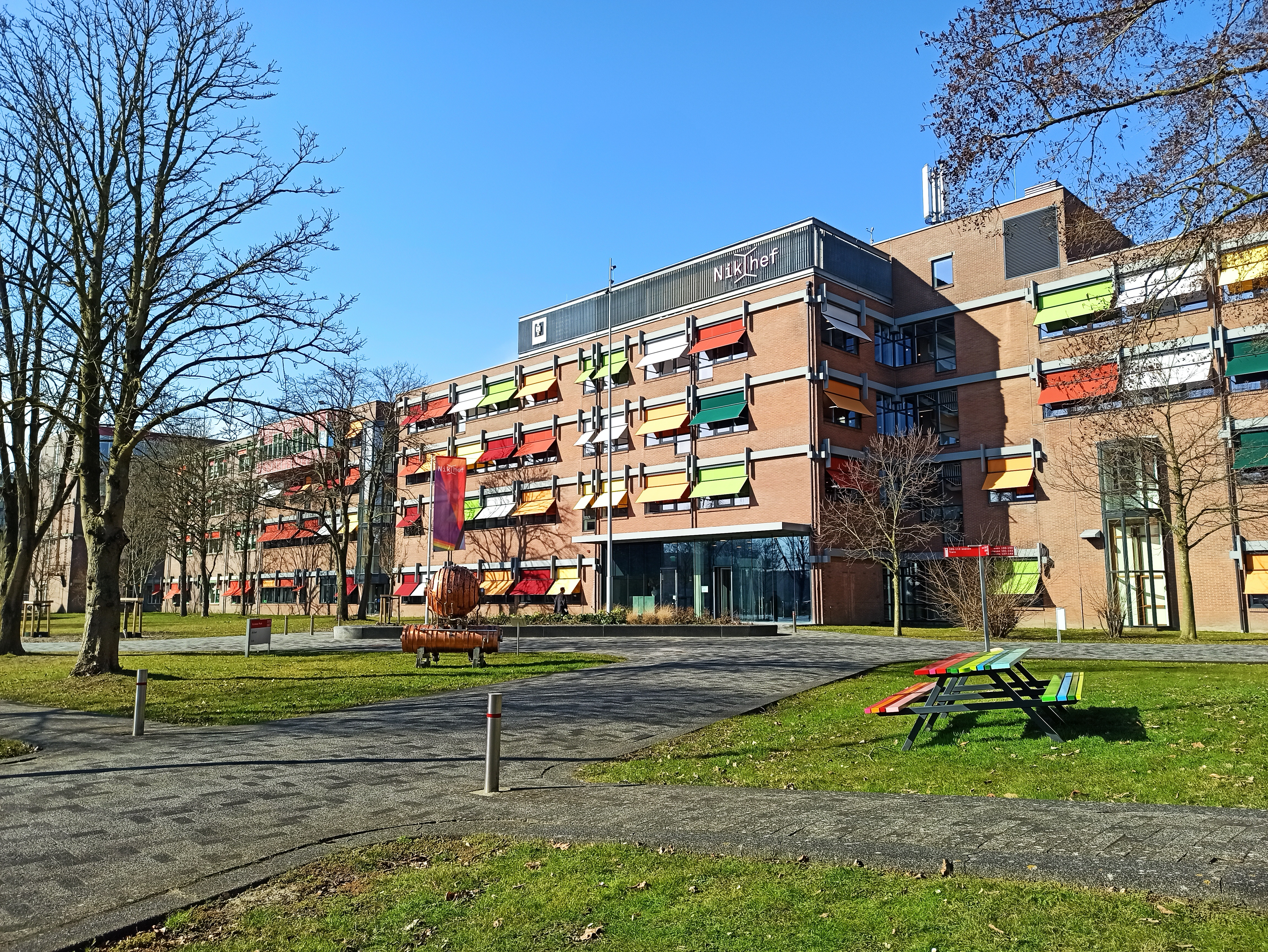
Nikhef

Das Nikhef (Nationaal instituut voor subatomaire fysica; deutsch „Nationales Institut für subatomare Physik“) ist das nationale niederländische Forschungszentrum für subatomare Physik in Amsterdam, gelegen im Science Park Amsterdam (Watergraafsmeer). Die Gründung erfolgte 1975. Träger ist die niederländischen Gesellschaft Stichting voor Fundamenteel Onderzoek der Materie (gegründet 1946), der Universität Amsterdam, der Freien Universität Amsterdam, der Universität Utrecht und der Universität Nijmegen. 2009 waren dort etwa 120 Physiker angestellt (davon die Hälfte fest bei etwa 100 festen Mitarbeitern).
Die Abkürzung Nikhef steht eigentlich für den alten Namen des Instituts, Nationales Institut für Kernphysik und Hochenergiephysik (Nationaal instituut voor kernfysica en hoge energie-fysica). Der Name wurde geändert, nachdem mit der Schließung der hauseigenen Elektronenbeschleuniger (MEA; AmPS) 1998 die experimentelle Kernphysik am eigenen Standort in den Hintergrund trat und durch Kooperationen mit anderen Institutionen ergänzt wurde.
Das Nikhef ist zum Beispiel an Experimenten am Large Hadron Collider des CERN beteiligt (und an der Entwicklung des LHC Computernetzwerks (LHC Computing Grid) zur Prozessierung der Daten in Petabyte Größenordnung) aber auch in Untersuchung kosmischer Strahlung und Astroteilchenphysik (wie dem Antares Neutrinoteleskop). Das Institut ist auch am Bau von ETpathfinder für das geplante Einstein-Teleskop beteiligt.
Die Computer am Nikhef werden auch für Forschungen in der Astrophysik und zum Beispiel für Hirnforschung und Medikamentenentwicklung eingesetzt. Am Nikhef ist auch einer der sieben Knoten des Amsterdam Internet Exchange.